# Resolução 258 do Conselho de Segurança das Nações Unidas
A Resolução 258 do Conselho de Segurança das Nações Unidas aprovada em 18 de setembro de 1968, preocupado com a crescente instabilidade no Oriente Médio, o Conselho exigiu que o cessar-fogo que eles ordenaram fosse rigorosamente respeitado, reafirmou a Resolução 242 e instou todas as partes a estenderem sua mais plena cooperação ao Representante Especial do Secretário-Geral.
A resolução foi aprovada com 14 votos; a Argélia se absteve.